# Ricardo Akinobu Yamauti
Ricardo Akinobu Yamauti (São Paulo, 22 octobre 1949 - Praia Grande (São Paulo) 3 janvier 2021) est une personnalité politique brésilienne.